# Франк Аламо
Франк Аламо (фр. Frank Alamo; Париз, 12. октобар 1941 — Париз, 11. октобар 2012) је био француски певач. Највећи успех је постигао шездесетих година прошлог века.

## Биографија
Рођен је 12. октобра 1941. у Паризу као Жан Франсоа Гранден. Певао је у водећем француском дечијем хору фр. Les Petits Chanteurs à la croix de bois, а студирао је музику у Лондону између 1957—1960. Док је скијао у Вал д'Изеру 1962. године је упознао промотера поп музике и директора дискографске куће Едија Барклија који га је чуо како пева популарне енглеске и америчке песме на француском језику. Баркли га је примио у своју издавачку кућу и убедио га да узме уметничко име Франк Аламо, презиме у част филму Џона Вејна Аламо. Допринео је популаризацији фр. yé-yé стила музике у Француској. Његове најпознатије плоче су Biche ô ma Biche, Je veux prendre ta main и Je me bats pour gagner. Укупно је објавио тридесет песама у периоду од пет година почетком и средином 1960-их, укључујући и неке оригиналне песме. Повукао се из музичке карије када се оженио 1969. године поставши фотограф, а касније и менаџер у аутомобилској индустрији. Године 1983. је купио целу компанију џипова из Даласа коју је продао 1996. како би одржао певачке наступе. Међутим, никада није повратио успех. Био је два пута ожењен, преминуо је у Паризу 11. октобра 2012. године уочи свог 71. рођендана, након што му је дијагностикована амиотрофична латерална склероза. Сахрањен је на гробљу Пер Лашез.